# Cianamida
Cianamida é o composto químico em que um grupo amino (NH2) está ligado a um grupo ciano (CN). 